# Ersu Şaşma
Ersu Şaşma (* 30. September 1999 in Mersin) ist ein türkischer Leichtathlet, der sich auf den Stabhochsprung spezialisiert hat und aktueller Inhaber des Landesrekordes ist. 2022 siegte er bei den Mittelmeerspielen in Oran.

## Sportliche Laufbahn
Erste internationale Erfahrungen sammelte Ersu Şaşma im Jahr 2016, als er bei den erstmals ausgetragenen Jugendeuropameisterschaften in Tiflis mit übersprungenen 4,55 m in der Qualifikation ausschied. Auch bei den U20-Europameisterschaften in Grosseto im Jahr darauf verpasste er mit 5,00 m den Finaleinzug. 2018 belegte er bei den U23-Mittelmeermeisterschaften in Jesolo mit einer Höhe von 5,10 m den siebten Platz und schied anschließend bei den U20-Weltmeisterschaften in Tampere mit 5,10 m in der Qualifikation aus, ehe er bei den Balkan-Meisterschaften in Stara Sagora mit übersprungenen 5,00 m die Bronzemedaille gewann. 2019 wurde er bei den U23-Mittelmeer-Hallenmeisterschaften in Miramas mit 5,05 m Vierter und schied im Juli bei den U23-Europameisterschaften im schwedischen Gävle ohne eine Höhe in der Vorrunde aus. Im Jahr darauf siegte er bei den Balkan-Hallenmeisterschaften in Istanbul mit 5,50 m und 2021 stellte er bei den Türkischen Hallenmeisterschaften ebendort mit 5,72 m einen neuen Hallenrekord auf. Anschließend siegte er erneut bei den Balkan-Hallenmeisterschaften in Istanbul mit einem Sprung über 5,60 m. Anschließend belegte er bei den Halleneuropameisterschaften in Toruń mit 5,70 m den fünften Platz. Mitte Juni steigerte er den türkischen Landesrekord im Freien auf 5,80 m und gewann anschließend bei den U23-Europameisterschaften in Tallinn mit übersprungenen 5,60 m die Bronzemedaille hinter dem Franzosen Ethan Cormont und Emmanouil Karalis aus Griechenland. Zudem gewann er bei den Balkan-Meisterschaften in Smederevo mit 5,60 m die Silbermedaille und nahm daraufhin an den Olympischen Spielen in Tokio teil und klassierte sich dort mit 5,70 m im Finale auf dem zehnten Platz.
2022 startete er bei den Mittelmeerspielen in Oran und siegte dort mit neuem Spielerekord von 5,75 m. Anschließend belegte er bei den Weltmeisterschaften in Eugene mit 5,80 m im Finale den achten Platz und siegte Anfang August mit 5,60 m bei den Islamic Solidarity Games in Konya. Anschließend verpasste er bei den Europameisterschaften in München mit 5,50 m den Finaleinzug. Im Jahr darauf schied er bei den Halleneuropameisterschaften in Istanbul mit 5,55 m in der Qualifikationsrunde aus und gelangte bei 1. Liga der Team-Europameisterschaft, die im Zuge der Europaspiele in Chorzów stattfand, mit 5,45 m auf den achten Platz. Im Juli verbesserte er seinen eigenen Landesrekord auf 5,90 m und im August gelangte er bei den Weltmeisterschaften in Budapest mit 5,55 m im Finale auf den zwölften Platz. 2024 wurde er bei den Hallenweltmeisterschaften in Glasgow mit 5,50 m Zehnter und im Juni gewann er bei den Europameisterschaften in Rom mit 5,82 m die Bronzemedaille hinter dem Schweden Armand Duplantis und Emmanouil Karalis aus Griechenland. Anschließend belegte er bei den Olympischen Sommerspielen in Paris mit Saisonbestleistung von 5,85 m im Finale den fünften Platz.
2025 egalisierte er in der Halle zwei Mal seinen Landesrekord von 5,90 m und reiste damit als Medaillenkandidat zu den Halleneuropameisterschaften in Apeldoorn, scheiterte dort aber in der Qualifikation an der von ihm gewählten Einstiegshöhe von 5,25 m. Kurz darauf belegte er bei den Hallenweltmeisterschaften in Nanjing mit 5,80 m den sechsten Platz.
In den Jahren von 2020 bis 2023 wurde Şaşma türkischer Meister im Freien sowie 2020 und 2021 in der Halle.